# 君島みお
君島 みお（きみじま みお、1988年〈昭和63年〉4月25日 - ）は、日本のAV女優、ストリッパー。栃木県出身（後述のように出典により諸説あり）。

## 来歴
2005年、京本かえで（きょうもと かえで、東京都出身、1986年5月18日生まれ、A型）としてAVデビュー。ウェーブプロモーション所属。2007年3月1日にストリップデビュー（場所は 「ストリップ浜劇」。ロック座グループ所属）。
2014年6月11日、瞳ゆら（ひとみ ゆら）に改名し、所属事務所は「サンプロ」。
2017年9月13日、君島みお（きみじま みお）に再改名し、プロフィールも一新した。君島改名後の所属事務所はティーパワーズ。2017年から2018年にかけてもっとも忙しいAV女優と称され、「2018年度 AV売上本数1位」の二つ名も付けられた。2019年5月1日から20日にて浅草ロック座で開催の『EARTH BEAT 2019 RISING 1st season』にて、ストリッパーとして出演。
2021年8月発表「読者300人が選んだFLASH 2021セクシー女優ランキング」読者投票54位。君島名義になってから2021年までの4年間で約800本の作品に出演する。
同年9月15日には、『TREND GIRLS 撮影会 2024』内のTREND GIRLSファッションショーに参加し、ランウェイを歩いた。

## 人物
プロフィール上の生年月日は、京本時代が1986年5月18日、君島時代が1988年4月25日となっている。
デビュー前は、予約が1年待ちの中洲の人気ソープ嬢だった。この前歴は再デビュー時にキャッチコピーとして使用されており、元風俗嬢の女優は売れないという定説を覆したと言われている。美少女系全盛期だったため、自分でも売れるとは思っておらず、1本だけの予定だった。そのためこの時点では雑誌新聞でのパブをNGにしていた。この作品が売れ、オファーが続いたので女優業を続けることにしたという。
デビュー時は性的な目線で陰毛を観られるのを恥ずかしく感じアンダーヘアを整えていたが、君島みお改名以降は「完全にツルツル」。パイパンにしてから感度もよくなったという。

## 出演作品

### アダルトビデオ

#### 京本かえで 名義
- CAPTURE （12月16日、テイクワン）[注 3]

- マスク剥ぎ （2月24日、GIGA）
- むっちんプリン 3 （4月1日、ワンズファクトリー）共演:麻生岬、桃井りか
- ボクの新妻は巨乳で裸エプロンでメガネっ娘 #15（4月14日、ゴーゴーズ）
- ヌキうち家宅捜索 上京したての女の子編（4月20日、V&Rプロダクツ）
- White Booth 2 (5月15日、アートビデオ)
- 巨乳濡れマン妻 （7月13日、大蔵映像）
- 女子高の怪談 パート1（7月20日、V&Rプロダクツ）共演:亜佐倉みんと、山下真耶、夢乃加奈、泉まりん 他
- 女教師暴行レイプ 5（7月21日、ディースリー）
- 亜熱帯奴隷（8月7日、アタッカーズ）共演:上原留華、麻生岬、小池ゆい、桜田さくら
- 僕と企画女優の生きる道（9月19日、ドグマ）
- コスプレファイター（10月13日、TMA）
- 美しい汗の匂いとレズ接吻（12月15日、激弾カーニバル）※オムニバス作品、共演:夏樹ミク
- 巨乳娘がイク!（12月15日、激弾カーニバル）

- 美脚×ローライズ短パン×露出デート（3月13日、マルクス兄弟）
- リアルレイプ 輪姦・まわし（4月19日、ヒビノ）
- MOODYZファン感謝祭 バコバコバスツアー2007 （5月1日、MOODYZ）共演:美咲沙耶、元木ひなよ、星優乃、緒川さら、小峰由衣、櫻井あいか、冬月ひな、つゆの優、姫川りな、若葉薫子、滝本紗耶香、蛯川真里、羽純、蛯原みなみ、紺乃すず
- 本物自宅出張SM（5月7日、アタッカーズ）
- 援・女子（5月11日、プレステージ）
- 横浜FEMINISTA 08 （5月23日、プレステージ）
- 首絞めビンタレズ接吻（5月25日、アロマ企画）共演:島田香奈 他出演:白山ゆり、安藤なつ妃
- COSTUME PLAY LESBIAN（6月6日、UnDER RIN）共演:麻生岬
- これが噂の痙攣薬漬け レズヴァージョン Disc.6（6月7日、ナチュラルハイ）共演:早乙女みなき、大塚千秋 他
- ハイスクール!巨乳組 2（6月21日、V&Rプロダクツ）共演:佐藤るり、福沢あや、片瀬梨子、蓮条みなみ
- 中年男の夢を叶えるセックス やりたい放題! （6月25日、ながえスタイル）共演:あだちももこ、相武梨沙、桜沢まひる
- 奴隷秘書（7月4日、シネマジック）
- 不倫妻に逢いました 1（7月20日、カピパラ）
- 逆ナン日本代表シコシコJAPAN 秋葉原編（8月4日、Hunter）共演:古瀬あいみ、藤谷リリ、小阪ルリ、蛯川真理
- 巨乳がいちばんエラい!10人 3時間 人妻淫乱編（8月13日、マルクス兄弟）
- BANQUISH 13 （8月23日、プレステージ）
- 覚醒拷問エクスタシー「縛」（9月20日、ナチュラルハイ）共演:Rico、麻生岬
- Wフェラ（ダブルフェラ）（10月25日、しのだプロジェクト）※オムニバス作品、共演:小日向ゆい
- Wポールダンスファック（11月1日、MOODYZ）共演:瞳れん
- 巨乳美女・猥褻悪戯（11月7日、ZONE）
- いやらしい若妻 05（11月9日、ビッグモーカル）
- ボクらの秘技伝授 俺だけのテクニック全国版 （12月20日、SODクリエイト）

- 中出し4時間 人妻編（1月17日、アイエナジー）
- アナル全開マン毛★丸出し大開脚ハレンチ おげれつな尻ダンス 3 （1月19日、スタイルアート）共演:麻生岬、YOKO、近藤優希
- ヌギヌギダンス 5（1月25日、ジャネス）共演:麻生岬、YOKO、近藤優希
- 女子大生拘禁破壊・陵辱なぶり file.01 （1月25日、大洋図書）
- 借金人妻のカラダ（1月30日、dick）
- 輪姦女学園（2月2日、プレステージ）共演:吉川萌、芹沢明菜、咲月めい 他
- DEEP援交 3（2月22日、HEX）
- 女優達のプライベートオナニー 2（3月18日、オナパニック）
- 巨乳狩り 中出し8人 4（3月20日、アイエナジー）
- 盗撮美容室 猥褻ヘアサロンの悪徳スタッフ（6月19日、グローリークエスト）
- ネオヤプーズ 3 集団調教ハーレム（12月7日、アタッカーズ）共演:月神サラ、真中莉子、上原留華、西村あみ、ほのか優、宮里さくら、高田愛子、穂室麻衣 他

#### 瞳ゆら 名義
- ボディソープに媚薬を入れたら大変な事に!? 媚薬効果でドエロく豹変した三姉妹に犯され放題の僕。瞳ゆら 村上涼子 音羽レオン （6月11日、MAGIC）
- 調教志願の人妻 奈落の肉奴隷 3（9月1日、中嶋興業）
- 欲求不満なドスケベキャバ嬢の顔面騎乗は窒息死寸前のマジやば快楽レッドゾーン（9月25日、SOSORU）
- 通勤途中のタイトスカートの綺麗なお姉さんのイヤラシイお尻にチ〇ポ擦りつけほとばしる精液をブッカケる痴漢たち!! 2（9月25日、SOSORU）

- 不条理 無理矢理やられ絶頂を味わった妻たち（1月1日、FAプロ）
- 犯された女子アナ 失意の号泣四連鎖（1月7日、アタッカーズ）共演:雫月こと、木島すみれ、吉田美桜
- 入浴中の姉を襲い風呂場でレイプする弟の投稿映像（5月1日、GLAY'z）
- OL女子寮丸ごと全員と中出し乱交（6月1日、ZUKKON/BAKKON）共演：青山ゆい、音羽レオン、藤山みづき、伊織しずく、美里麻衣、太田まみ、雨宮あみ
- PMS (月経前症候群) の治療に来た人妻に媚薬を仕込み性欲絶頂寝取られアクメ（7月10日、V&R PRODUCE）

#### 君島みお 名義
- 中洲で予約1年待ちだった伝説の巨乳ソープ嬢AVデビュー!! 君島みお（9月13日、OPPAI）
- 彼女のお姉さんは巨乳と中出しOKで僕を誘惑（10月7日、OPPAI）
- 素人アダルト投稿動画サイトで超話題! 生中出しに拘る人妻女教師の神SEX (仮) みお（10月19日、Fitch）
- 巨乳チクピストによる乳首性感いじり専門 「常にふたりで」乳首責めメンズエステ（11月2日、SODクリエイト）共演：尾上若葉、篠田ゆう、羽生ありさ、真木今日子
- 巨乳家庭教師チーム!のおっぱいまみれフル勃起授業（11月7日、MOODYZ）共演：水野朝陽、吉川あいみ、佐倉ねね、ゆうか凛
- 禁欲女×絶倫男 ナマで覚醒!本能剥き出し真正中出し解禁!!（11月7日、本中）
- オナニー出来ない僕を義姉がねっとり腰振り優しい騎乗位（11月13日、ワンズファクトリー）
- SODファン大感謝祭! 1日限りの限定オープン! Fカップ以上の巨乳女優が集まる本番も出来るおっぱいパブ（11月16日、SODクリエイト）共演：尾上若葉、篠田ゆう、蓮実クレア、羽生ありさ、真木今日子、なごみ
- 【限定共演】一年先まで予約の取れないW伝説のソープ嬢夢の逆3Pスペシャル（11月25日、MOODYZ）共演：佐倉ねね
- オッパイ揉みながら同時イキ（12月1日、OPPAI）
- 童貞チ○ポ鍛える筆下ろし射精後の爆速騎乗位連射SEX（12月1日、kira☆kira）
- 今日は孕むまでナカに出して… 君島みお（12月1日、溜池ゴロー）
- 向かい部屋の人妻（12月7日、マドンナ）
- 実話ナックルズ編集部が独自入手したネタを完全調査!東京発 巷で噂の即ハメできるSランク素人と出会ったその日に狂いハメ!（12月7日、SODクリエイト）※「れいか」名義
- アルバイトのクソガキに妻を寝取られた…（12月13日、MOODYZ）
- ド痴女だらけの強制24射精痴女ハーレム楽園 ～男潮吹き・中出し・連続ヌキ完全独り占め220分～（12月13日、痴女ヘブン）共演：波多野結衣、若菜奈央、佐倉ねね
- 時間無制限! 発射無制限! M男専用超高級淫語ソープ（12月13日、痴女ヘブン）
- 働く女の艶めかしい完全着衣ファック（12月13日、Fitch）
- 総額10万円高級店の人気NO.1嬢即ハメ淫語サービスが過剰すぎる生本番巨乳中出しソープ（12月13日、本中）
- 出会って速攻、彼女の目の前でNTR（12月13日、ダスッ!）
- 止まらない絶頂! 君島みおを大満足させた! 逆ソープ天国（12月14日、アリスJAPAN）
- ランジェリーバニーガール（12月19日、Befree）
- 巨乳お姉さんの濡れパイ誘惑に逆らえない（12月19日、PREMIUM）
- 伝説のNo.1ソープ嬢の過去がバレてしまい… 息子の担任に犯され続ける美人巨乳妻（12月22日、人妻花園劇場）
- 暴発・射精しても右手を止めない男潮吹かせ凄テクエステ（12月25日、MOODYZ）
- 欲求不満な団地妻と孕ませオヤジの汗だく濃厚中出し不倫 君島みお（12月25日、溜池ゴロー）

- スロ～で射精させてからギアチェンジ爆速中出しSEX（1月1日、痴女ヘブン）
- 乳エステ通い妻（1月1日、OPPAI）
- 悪女NTR ～あなたの夫を奪う事が私の復讐…～（1月1日、マドンナ）
- すんごい乳首責めで中出しを誘う連続膣搾り痴女お姉さん（1月1日、本中）
- ボイン大好きしょう太くんのHなイタズラ（1月4日、グローリークエスト）
- 今日はこいつにヌカれたい。（1月5日、ワープエンタテインメント）
- ボクだけにTフロントを見せつけてくる誘惑女教師（1月7日、MOODYZ）
- 君島みおの凄テクを我慢できれば生☆中出しSEX!（1月7日、ワンズファクトリー）
- 接吻乳首責めレズビアン ～人妻の卑猥なレズキスニップル調教～（1月13日、Fitch）共演：桐嶋りの
- リピーター続出! 噂の本番できちゃうおっパブ店 緊急参戦! あのHカップ有名ソープ嬢が一夜限りの限定出勤!（1月13日、アイデアポケット）
- 君島みおの凄テクを我慢できれば生☆中出しSEX!（1月13日、ワンズファクトリー）
- あの日、あの時 私があんな過ちを犯さなければ…（1月13日、マルクス兄弟）
- 半外半中発射でゴム無し連続ファック ひたすら挿(い)れっぱで真剣(マジ) ナカ 絶倫フル勃起男優vs性豪美女君島みお ～完全ノーカット抜かずの14発生ハメバトル～（1月14日、アリスJAPAN）
- BODY GRAMMAR スケベすぎる巨乳BODY 悩殺癒やし痴女お姉さん（1月26日、ゲインコーポレーション）
- おっぱい密着パイズリソープ 最後はもの凄い挟射（2月1日、MOODYZ）
- あなた、許して…。 義兄の肉欲 2（2月1日、アタッカーズ）
- 巨乳開発365日 執拗な乳イカセを狙う痴漢に堕とされて…（2月1日、PREMIUM）
- 禁断介護（2月1日、グローリークエスト）
- 時間停止ソープランド～中洲で人気の伝説的巨乳嬢にタダマン中出し～（2月7日、エムズビデオグループ）
- 突然できた義理のお姉ちゃん達はボインでヤリマン! 父子家庭で育ち女子免疫のない僕にボインとデカ尻見せつけてくるから鼻血ブー! 義姉たちも思春期チ○ポとヤリたくてたまんないから家族全員性欲全開。みんなの目を盗んでヤリまくりですわ。（2月8日、SWITCH）共演：篠田ゆう、水城奈緒
- 禁欲生活で覚醒した巨乳美女の童貞喰い（2月9日、BAZOOKA）共演：佐倉ねね、優梨まいな
- 素人ファン感謝祭 君島みおの高速腰振り騎乗位我慢できれば生中出しOK（2月13日、本中）
- AV女優限定!無礼講すぎる大乱交合コン 3（2月13日、セレブの友）共演：森沢かな、前田可奈子、香椎りあ
- 生徒に授業を乗っ取られた巨乳女教師（2月13日、MOODYZ）
- 僕のねとられ話しを聞いてほしい 幼稚園の保護者会で渋々役員をやらされて園長先生に寝取られた妻（2月13日、JET映像）
- 超絶テクで発射無制限!淫らな女が絡みつく中出し逆3Pクラブ（2月13日、Fitch）共演：水野朝陽
- 兄貴の嫁さんといいなりメイド化契約成立（2月13日、ワンズファクトリー）
- 元ヤン早漏妻が夫に内緒で昔のヤリ友自宅に呼び出しイクイク大乱交（2月19日、Kira☆Kira）
- 淫語中出しソープ 62（2月25日、AVS Collector's）
- 出会って速攻!授乳プレスで犯されたい!（3月1日、MOODYZ）
- 巨乳好きの店長に見た目だけで採用されたHカップ人妻の深夜勤務（3月1日、溜池ゴロー）
- スペンス乳腺開発クリニック 君島みお（3月1日、OPPAI）
- 重なる乳房、擦れる乳首。人妻密着レズビアン（3月7日、マドンナ）共演：ましろ杏
- 夫の留守中に夫の同僚に何度も中出しされた不貞妻（3月8日、ヒビノ）
- 兄貴の嫁さん達のゴージャスボインが目の前に! 独身の僕の下の世話まで焼いてくれるのは、兄貴のチ○ポじゃ満足できず、オナニーばかりして頑丈になりすぎた僕のチ○ポを根元まで挿し込みたいからです（3月8日、SWITCH）共演：推川ゆうり
- 本番なしのマットヘルスに行って出てきたのは隣家の高慢な美人妻。弱みを握った僕は本番も中出しも強要!店外でも言いなりの性奴隷にした（3月13日、溜池ゴロー）
- 極上射精ができるアナル舐め高級性感エステ 3（3月13日、セレブの友）
- 夫は知らない ～私の淫らな欲望と秘密～（3月25日、マドンナ）
- 家の中に潜む影 知らない女に襲われて… ～レズビアンに狙われた若妻～（3月25日、ビビアン）共演：森沢かな
- 大暴露! 本音 (女子) トーク炸裂のレズビアン女子会 2（3月25日、セレブの友）共演：森沢かな、前田可奈子、香椎りあ
- 旦那が帰宅するまで過激な裏オプションしまくり人妻見学リフレ（4月1日、MOODYZ）
- 連続中出しさせちゃう 僕専属メイドお姉さん（4月1日、BeFree）
- こんな店、普段来ねっからオラァ!高級オイルエステ店に戸惑う敏感巨乳な育ちの悪い元ヤン妻（4月1日、Kira☆Kira）
- オ・ン・ナ♀ざかり 君島みお（4月6日、ワープエンタテインメント）
- 乳首をず～っとこねくりっ放し性交（4月7日、MOODYZ）
- いいや、絶対に妊娠してもらう 矯正排卵種付け性交（4月7日、ワンズファクトリー）
- 出会って即生ハメ!即中イキッ!中出し直後のピクッピクンってイッてる時に激ピストン再開!「もうイッてるってばぁ!」抵抗を無視して追撃ピストン連続中出し!!（4月7日、本中）
- 女教師 中出し20連発（4月12日、アイエナジー）
- 着乱れた未亡人、親戚の男に何度も中出しされて…（4月12日、ヒビノ）
- 優しい素人奥さんが俺らのチ○ポを旦那よりも愛おしく生ハメさせてくれる 真正中出しオフ会 愛嬌のある巨乳妻が笑顔で中出し16発 なおみさん (38歳)（4月12日、コスモス映像）※「なおみ」名義
- ヌレると弾け飛び全裸になるパッチンレオタード撮影会 2（4月12日、ROCKET）
- ヤリマンお姉さんがアダルトショップにわざと間違えて入ってきた!狭い店内でパンチラ見せつけ、勃起したチ○ポに尻を押し付け何度も寸止めしてくるんです。興奮したパンティの中は信じられないくらいに濡れていて僕のチ○ポはあっさり呑みこまれました。（4月12日、SWITCH）
- 乳首堕ち潜入捜査官 ～秘密が暴かれた強く気高い女みお～（4月13日、MOODYZ）
- 新奴隷城 5（4月13日、アタッカーズ）共演：吉田花、しじみ
- 衝撃解禁!黒人デカマラ肉弾FUCK（4月13日、Fitch）
- 人妻の拠り所（4月13日、REAL）
- 感じすぎていっぱいおもらしごめんなさい… 9（4月13日、セレブの友）
- ハイレグファンタジー（4月14日、ミル）
- 昔の変態性交のクセがたまに出る 元・もろくそヤリマン巨乳先生（4月19日、kira☆kira）
- 「あっ!ナマで入っちゃった!」オイル素股でマ○コをチ○ポに擦り付けてたら、気持ち良すぎてヌルッと生挿入。中出しSEXまでヤッちゃったデリヘル嬢たち（4月19日、グローリークエスト）
- 谷間Oフロントでおっぱい好きの僕たちを焦らすエナメルお姉さん（4月25日、痴女ヘブン）
- 30本のチ○ポに無制限射精させまくり生中出し大乱交（4月25日、本中）
- SODロマンス 息子の朝勃ち男根を思わず鬼咥えする淫乱義母（4月26日、SODクリエイト）
- 真・レズソープ 2（4月26日、サディスティックヴィレッジ）共演：永井みひな、香苗レノン
- レンタル妻10 立場が逆転してしまった夫と元従業員（4月26日、ながえSTYLE）
- 1日10回射精しても止まらないオーガズムSEX 君島みお（5月1日、MOODYZ）
- 妊活ヨガ教室にうっかり入会! 子種を求める爆乳妻に密着されるハーレム中出しレッスン（5月1日、Fitch）共演：水野朝陽、推川ゆうり、神宮寺ナオ、愛花みちる
- デカ尻マニアックス 君島みお（5月1日、ワンズファクトリー）
- 近親相姦中出しソープ 初めての熟女風俗、指名したら母ちゃんだった（5月1日、VENUS）
- 中出しお義姉さんの誘惑 夫よりも義弟に乳房が高なって…（5月7日、PREMIUM）
- 媚薬貞操帯×ビッグバンローター Vol.4（5月10日、サディスティックヴィレッジ）
- ヤリマン女子社員に狙われた僕!2 あの手この手でギン勃ちさせられ、机の下でくわえこんで放さない。… ハメを求めてこられ僕は先輩女子社員の性奴隷にされちゃった（5月10日、SWITCH）共演：篠田ゆう、青葉優香
- 童貞息子の将来を気にした巨乳の母が優しく性教育! 愛撫だけで連続射精する敏感チ○ポを強化するため妊娠覚悟の生挿入! 優しいスローピストンでチ○ポの形を噛み締めながら連続絶頂!親子にも関わらず早漏改善するまで何度も中出し! 3（5月11日、V&R PRODUCE）
- 友達の教育ママに憧れるDQN少年が弱みを握って性欲モンスターに豹変。思春期絶倫チ○ポで犯しまくって人妻肉便器にした。（5月13日、溜池ゴロー）
- 子宮痙攣の寸止め!逆絶頂SEX 2（5月13日、セレブの友）
- 猥褻RQ 華麗なる裸体にくい込むハイレグ（5月13日、AVS Collector's）
- お色気PTA会長と悪ガキ生徒会（5月17日、グローリークエスト）
- 悪エロガキの巨乳奥様狩り（5月18日、NITRO）
- 世界で一番中出し精子を子宮で受け止める女の子の超!気持ち良い種付けSEX（5月19日、Rookie）
- 俺のおっぱい!巨乳とクビレを兼ね備えた人妻のおっぱいは俺専用（5月19日、ドグマ）
- 催眠洗脳された巨乳妻は嫌がりながらも淫乱ビッチになっていた（5月25日、ダスッ!）共演：加藤あやの
- 引きこもり生徒の自宅訪問で学校に来るように優しく子作り（5月25日、本中）
- 田舎の近親相姦 息子が母を犯す瞬間（5月25日、グローバルメディアエンタテインメント）
- ハレンチポルノ（5月26日、ゲインコーポレーション）
- ハーレム逆3Pソープ たっぷり真性中出しSpecial（6月1日、MOODYZ）共演：八乃つばさ
- 超絶倫弟にハメられまくる無防備な爆乳姉（6月1日、Fitch）
- 優しい人に癒やされたい・・美しすぎる女の欲望と秘め事イキまくり濃厚精液パイパンマ●コ中出しSEX!（6月1日、美人魔女）
- 嫁の母親に中出ししてしまった（6月1日、VENUS）
- 背徳絶頂 愛欲依存症（6月7日、アタッカーズ）
- ヤリマンワゴンが行く!!ハプニング ア ゴーゴー!!君島みおとリズの珍道中（6月7日、桃太郎映像出版）共演：鈴木リズ
- 夫婦交換スワップ温泉旅行 3 マンネリ打破の秘策っ!!まさかの夜這いっ?!豊満ボディーを見せつけられ我慢できない旦那たちっ!!（6月8日、LEO）共演：水野朝陽、二階堂ゆり
- 人妻の妊娠危険日ばかりを狙う顔の見えないレ×プ魔（6月13日、溜池ゴロー）
- 義父に弄ばれたワイセツなカラダのHカップ巨乳妻（6月14日、センタービレッジ）
- 君島みお8時間PERFECTBEST（6月19日、OPPAI）※単体ベスト
- 10年間、結婚前も後も自宅をラブホ代わりに親父とワリキリ中出し（6月19日、Kira☆Kira）
- AIイラマ学習機能搭載 人型オナホール 君島式壱号（6月19日、ドグマ）
- シ○タ狩り娼婦（6月21日、グローリークエスト）
- 3日間滞在して、寝食を共にする超高級美女ソープ（6月21日、アイエナジー）
- ショタに興奮しちゃう巨乳お姉ちゃんとソープごっこしようよ（6月25日、痴女ヘブン）
- 卒業式3日後に生徒全員の裏切り中出し輪姦パーティー（6月25日、本中）
- 禁欲×ポルチオ開発オーガズム（7月7日、PREMIUM）
- 暴風雨 憧れの家庭教師と二人だけの夜（7月7日、マドンナ）
- 母の親友（7月7日、VENUS）
- 磔獄門レ○プ6 UNLIMITED Target:女教師 君島みお（7月12日、サディスティックヴィレッジ）
- まるで拷問… 絶対に手が出せない無防備な巨乳姉達と添い寝する事になった僕。（7月13日、MOODYZ）共演:宝田もなみ
- 君島みお全8作品12本番BEST（7月13日、MOODYZ）※単体ベスト
- 君島みお8時間BEST（7月13日、溜池ゴロー）※単体ベスト
- 巨乳若妻媚薬拘束潮吹きイカセ（7月13日、REAL）
- お姉さんの巨尻が猥褻過ぎて秒殺で悩殺!!（7月19日、MARRION）
- 老働者に輪姦され性奴隷と化す巨乳未亡人（7月19日、グローリークエスト）
- 高級ソープ嬢だった義姉に口止め無制限発射させられたボク…（7月25日、痴女ヘブン）
- ハッスルタイムの10分間は常時生挿入OK!!こっそり無制限中出しを誘う痴女おっパブ嬢（7月25日、本中）
- ナイスバディのみおさんは、プールでセクハラされまくりのスイミングレッスン（7月25日、AVS Collector's）
- 濃交 君島みおのリアル中出しセックス（7月25日、MAX-A）
- 息子の友人に犯され、何度もイカされたダメな母親…（7月27日、人妻花園劇場）
- 淫語で誘う寸止め焦らし痴女 ～落ちこぼれの僕を生殺しにして愉しむ担任の女教師・みお～（8月1日、Fitch）
- 奴隷志願 8 初本格拘束中出し（8月3日、MAD）
- 隣家の欲求不満妻に膣絡みロックで犯される!（8月7日、PREMIUM）
- 後ろから私をメチャクチャにして…。～人妻の犯され願望を満たすバック性交～（8月7日、マドンナ）
- いきなり出張遊郭 君島みお ビバサラリーマン編（8月7日、桃太郎映像出版）
- スレンダー爆乳美女4人（8月7日、unfinished）共演：宝田もなみ、椎葉みくる、三原ほのか
- タイガー小堺監督の人気AV女優人生相談 Vol.1 AV女優の素の顔を見てみませんか?（8月9日、SODクリエイト）
- ROCKET10周年記念作品 マイクロビキニでドキッ! 巨乳20人! 水泳大会 2018 真夏のエロ水着とおっぱいの祭典!巨乳20人がプールでガチンコエロバトル!!（8月9日、ROCKET）共演：春菜はな、優月まりな、三原ほのか、ひなみれん、今井ゆあ、森はるら、新垣智江、二宮和香、葉月美音、西村ニーナ、三苫うみ、羽生ありさ、桜ちなみ、梨杏なつ、椎葉みくる、武田真、優梨まいな、橘メアリー、月宮こはる、波多野結衣
- 夫には言えない秘密 お義父さんに犯され続けているなんて…（8月10日、REAL）
- 同性愛ルームシェア ～熟女と年の差レズビアン～（8月13日、セレブの友）共演：翔田千里、波多野結衣
- 義父と嫁、密着中出し交尾（8月16日、グローリークエスト）
- 洗脳 潜入捜査官（8月19日、バミューダ）
- 大好きな叔母さんと狭い風呂で二人きり!久しぶりに会った叔母さんにドキドキが止まらない…そんな僕が単なる人妻好きのヤリチン野郎だと知らずにいまだに子供扱い…ムリヤリお風呂に乱入してくるもんだからおっぱいやお尻が当たって僕のムスコはギンギンに…。（8月19日、VENUS）
- 夫の知らぬ間に5回中出ししても止まらない若奥様（8月24日、REAL）
- ケツ穴見せつけ猥褻ピストンSEX（8月24日、NITRO）
- クリトリスを刺激されっ放しでぶっ壊れる痙攣性交（9月1日、Fitch）
- もしも…「君島みお」が○○だったら…。（9月1日、プラネットプラス）
- 海水浴場沿いのコンビニ ～狙われたビキニ人妻～（9月7日、マドンナ）
- 家族揃ってカラダで稼ぐ売春母子家庭（9月13日、セレブの友）共演：翔田千里、波多野結衣
- 息子の巨乳妻を確実に孕ませたい（9月19日、OPPAI）
- 僕が愛したリアルダッチドール10（9月25日、セレブの友）
- 密着して舐め尽くす むしゃぶり唾液痴女（10月1日、Fitch）
- ノーブラノーパンで挑発してくるスケベ奥さんが隣に引っ越してきた!（10月4日、グローリークエスト）
- 猥褻BODYベロキス中毒（10月5日、NITRO）
- 【※驚愕中出し※】黒人ボクシングジムNTR 妻がスタイル維持の為、ジムに通いたいと言ってきたのでテレビCMのようにビフォアー、アフターが見たいと思いビデオカメラでトレーニング風景を撮影してくる事を条件に了承したら、トレーナーの黒人 (元プロボクサー)とのとんでもない映像が写っていた話です。（10月7日、マドンナ）
- 君島みお 400分SUPERBEST（10月7日、BeFree）※単体ベスト
- 濃密レズ解禁! イキ合うレズビアンセックス4本番 -新快感の絶頂- ねっとり絡み合う舌と擦れ合う性器… 女だからこそ分かる快感ポイントを責め立てる!（10月13日、アイデアポケット）共演：波多野結衣、天海つばさ
- 弟嫁のエロい身体に魅せられて…絶倫な義兄に寝取られアヘ顔が止まらなくなってしまいました（10月13日、アクアモール/HERO）
- 縄酔い人妻 夫に言えない秘密の性癖（10月25日、AVS Collector's）
- 君島みお 8時間ベスト（10月25日、痴女ヘブン）※単体ベスト
- 「あなたのために…」 ～貞淑妻に襲いかかる背徳の姦通～（10月26日、オルガ）
- 母子姦（11月1日、グローリークエスト）
- 君島みお×WANZ人気企画コラボBEST8時間（11月1日、ワンズファクトリー）※単体ベスト
- 丸ごと! 君島みお 8時間 ～超絶美顔と極上BODYを兼ね備えた君島みおのマドンナ初ベスト!!～（11月7日、マドンナ）※単体ベスト
- 妄想アイテム究極進化シリーズ ボディジャック RE:0から始めるオフィス憑依のススメ（11月8日、ROCKET）共演：波多野結衣、小谷みのり、加藤あやの
- お義母さん、にょっ女房よりずっといいよ… 君島みお（11月8日、タカラ映像）
- 突然やってきた営業レディは媚薬を飲むと、黒パンストを擦りつけながら淫らに股間を滴らせ、カニバサミで中出しを求めた! 5（11月9日、V&R PRODUCE）
- 最愛の夫のため…マネキンになった私～麗しのマネキン夫人外伝～（11月19日、VENUS）
- 童貞狩り金髪ビッチお姉さん（11月25日、ダスッ!）
- スケベな尻した腰振り美女の野獣になった発情4SEX（11月25日、セレブの友）
- ノーパンノーブラ人妻（11月30日、LEO）
- 浴尿解禁!小便浴びまくり発情レズビアン（12月1日、V）共演：波多野結衣
- 人妻の浮気心（12月1日、人妻援護会/エマニエル）
- 媚薬BDSM 快感地獄の虜になった人妻（12月13日、AVS Collector's）
- SEXYランジェリー訪問販売員の猥褻中出しセールス術（12月19日、VENUS）
- 君島みおときも野郎たちの濃厚舐め合い家族（12月20日、グローリークエスト）
- 君島みお まるごと完全収録1134分BEST（12月25日、セレブの友）※単体ベスト

- ドラレコ泥酔痴漢 車載カメラが捉えた密室レ×プの一部始終…（1月1日、MOODYZ）
- 性欲が強すぎる母(浮気癖あり)に、愛する彼氏を寝取られた。（1月19日、VENUS）
- 爆乳グラマラス 君島みお 全11タイトルBEST8時間（2月1日、Fitch）※単体ベスト
- デカ尻義母を密かに狙う息子が風呂上がりを狙ってアナル丸見えになるほど鷲掴み!拒む義母をよそにチ○ポ挿入するとご無沙汰過ぎて何度も仰け反り絶頂!（2月8日、V&R PRODUCE）
- 酔いつぶれた人妻 2 泥酔した奥様をエロ管理人が、旦那のいない部屋にチン入して介抱!!（2月8日、LEO）
- 頭の先からつま先まで全身性器になってしまったオイルまみれSEX 5（2月19日、エンペラー）
- 巨乳で誘惑的な妻のお姉さんに騎乗位中出しさせられ続けた日。（2月25日、痴女ヘブン）
- キモい官能小説家にペット志願する乳首のキレイな女編集者 2（2月25日、セレブの友）
- スローなハンドテクでもの凄い射精、フル勃起エステサロン（3月1日、MOODYZ）
- 絶対に声を出してはいけない状況なのに、カチコチにおっ起ったチ●ポを見せつけられ羞恥心を煽られるが、逆に今までにない性癖が覚醒し、声を殺してイキ狂うドエロ妻っ!! 6（3月8日、LEO）
- 極上ボディで淫らなルームサービスを提供する五ツ星性欲処理ホテル（3月8日、BAZOOKA）共演：美泉咲、川菜美鈴、夢咲ひなみ
- W痴女チ○ポとアナルしゃぶり舐めハーレム追撃ジュボレロ連射!!（3月13日、MOODYZ）共演：水野朝陽
- 媚薬でヨダレダラダラ連発中出しイキまくり!ノンストップ4時間スペシャル!!（3月22日、REAL）
- ULTRA SWEET 赤貝 堕ちた美BODY限界昇天 Vol.03 狂気の快楽無限地獄（3月25日、AVS Collector's）
- 近親相姦のマエストロ タカスギコウ原作 奪姦 背徳の母子相姦に濡れる美母達の痴態を忠実に実写化!!（4月7日、マドンナ）共演：白木優子
- 黒川すみれ レズ解禁!憧れの君島みおと篠田ゆうでレズ解禁したい黒川すみれ（4月7日、ビビアン）
- S級熟女コンプリートファイル 君島みお 6時間（4月7日、VENUS）※単体ベスト
- 緊縛にハマったみおは、会うたびにドM願望が強くなり… 最近では縛られながら「もっと虐めてください」とお漏らしするド変態になっていた…（4月13日、セレブの友）
- 君島みお THE BEST 4時間（4月19日、クリスタル映像）※単体ベスト
- ママ友コスプレ座談会（4月25日、F&A）※「みお」名義
- 親戚のおばさんに筆おろしされた僕。リターンズ 8（5月1日、LEO）
- 義母のデカ乳を利用して再生回数を稼ぐ息子チューバー（5月7日、マドンナ）
- 友人の母親（5月13日、VENUS）
- 夜這い 真夜中に寝ている夫の隣で中出しされる人妻 6（5月16日、グローリークエスト）
- 新・侵入者（5月17日、NAGIRA）
- 全編絶叫!ノンストップ!媚薬でヨダレダラダラ中出し10連発でイキまくり!（5月24日、REAL）
- 女教師ぶっかけ輪姦 教え子の大量ザーメンを顔で受け止める!（5月31日、REAL）
- 「ねぇ、今日はわたしの部屋に来てくれない?」デカ尻な隣人2人に杭打ち騎乗位される毎日。（6月1日、MOODYZ）共演：蓮実クレア
- 君島みおBEST vol.1（6月6日、グローリークエスト）※単体ベスト
- 夫の前で痴漢に絶頂 (いか) された妻（6月13日、VENUS）
- いじめられっ子の僕の家に謝罪にきたいじめっ子の母親は悪びれもせず高飛車な態度。ブチ切れた僕はノーパン土下座を強要してそのままイラマチオ。気が済まないので強引にセックス!ヤリ過ぎたと思ったが実は若いチ○ポが大好きで次の日挿れて欲しいと態度が豹変! 6（7月7日、VENUS）
- 女教師強姦 放課後の惨劇（7月12日、REAL）
- 父が出かけて2秒でセックスする母と息子（8月13日、VENUS）
- 町医者老人の顔舐め中出し変態カルテ（8月15日、グローリークエスト）
- 危険日直撃!!子作りできるソープランド16（9月12日、Mr.michiru）
- 激レア素人ちゃんを連れてきた。vol.08 ピタパン尻の現役ママモデル・みおさん (46歳) & ブルマ尻の社長夫人ママ・優希音さん (38歳)（9月25日、激レア素人ちゃん）
- 君島みお21時間14分ベスト（9月25日、セレブの友）※単体ベスト
- 合法的公然わいせつ! 吊り革を掴んだままの痴漢 デリヘル嬢に立ちバックで生挿入!生中出し! 7（9月26日、Mr.michiru）
- ドリシャッ!!（10月4日、ワープエンタテインメント）
- 張り込み7日目の汗だく捜査官 ～ダメよ、任務中なのにワタシったら…真夏編～（10月7日、PREMIUM）
- 今日はお前らの乳首イジり倒してやるからな!!こねくり痴女責めで悶絶!寸止め!常にギュ～ン性交（11月1日、MOODYZ）共演:桐嶋りの
- 強制連射ハーレムソープ～2人の嬢に惚れられて無限発射二輪車サービスでどちらが気持ちイイか決めなくてはいけないボク。～（11月7日、PREMIUM）共演:波多野結衣
- 湯けむりに誘われた一泊二日の夫婦交換NTRパコパコ温泉旅行（11月8日、LEO）
- 文学系の母親が息子の友達を抵抗できないように拘束して中出しさせるじわじわねっちょり淫語たっぷりセックス（11月19日、VENUS）
- 一夫多妻制大嫌いな中年オヤジと強制ハーレム中出し!（12月1日、MOODYZ）共演:篠田ゆう、AIKA
- 人気同人コミックを実写化!!こんなお爺ちゃんに感じさせられて…。 女体堪能シリーズ01 朝姫と梅吉（12月1日、Fitch）
- どんなオンナでも淫女に堕ちる凄まじい「産後の快感」!  産後処女を義父に奪われ一度イッたら痙攣アクメが止まらなくなる妻 (12月13日、MOODYZ)

- 君島みお×タイトミニむちむち大作戦（1月14日、アロマ企画）
- S級熟女コンプリートファイル 君島みお 6時間 其之弐（3月19日、VENUS）※単体ベスト
- 突然押しかけてきた嫁の姉さんに抜かれっぱなしの1泊2日（4月19日、VENUS）
- つれない嫁（5月1日、プラネットプラス）
- 出産後の感度抜群ベビーカー妻は乳首でツンイキするほど超敏感!! 兄貴の嫁は子供を産んでからセックスレスで欲求不満。胸チラやパンチラで僕を誘惑しはじめた。いやらしい腰つきの超高速グラインドで爆イキ。勃起しなくなるまで散々精子を搾り取られちゃいました!!（5月19日、VENUS）
- 再会…。（6月19日、KSB企画/エマニエル）
- 寝取らせ願望の強い私は、妻が他人棒で淫れる姿を妄想していた。（6月25日、ダスッ!）
- 淫乱痴女のお姉さんは好きですか? 完全撮り下ろしガニ股絶頂SEX!!（7月1日、セレブの友）
- 「おばさんのカラダで勃起しちゃったの?」 3挑発的すぎる豊満なカラダがたまらないドエロおばさんに主導権とムスコをにぎられ、なすがまま生でヌプッ!! たっぷたぷの中出し白濁オツユがお尻まで垂れちゃうからチ●ポはまだまだ抜かないでっ!!（7月10日、LEO）
- 採精室に入ったら精子20ml溜まるまで解放してくれないチ○ポ大好き性欲モンスター看護師と2人きり（7月23日、DANDY）
- 剃毛女教師 教え子に茂みを剃られワレメを晒す教育者たち (7月24日、九龍）
- ネトラレ妄想シンドローム 君島みお（8月1日、MOODYZ）
- 禁断介護（8月20日、グローリークエスト）
- 娘の内申点を上げるには「こうするしかない」と言われました。（9月13日、ダスッ!）
- 近親相姦ビキニママ 夏を諦めきれなくて（9月13日、VENUS）
- いつもは下ネタ苦手なお堅いエステティシャンが、隙見せパンチラと際どい過剰サービス（9月13日、MOODYZ）
- No1バニーガール史上最悪の恥辱3（9月17日、グローリークエスト）
- 階下のベランダに勝負下着を落としてしまった私 勘違いした濃厚オヤジに一日中イカされ続けた巨乳妻 (10月1日、MOODYZ)
- ママのリアル性教育 (10月15日、グローリークエスト)
- 「ねぇ、もう少し一緒に飲まない？」終電を逃して二人きり…酔うと可愛くなる普段は厳しい女上司と朝までハメ潮だだ漏れセックス （10月19日、VENUS）
- 隣の奥さんが帰ってくる前に…。 （10月25日、マドンナ）
- 完全保存版揉みたくなるおっぱいコレクション（11月19日、グローリークエスト）※総集編
- 浮気がバレた絶倫ヤリチン夫を説教しにきた嫁の親友 （12月13日、VENUS）
- 夫には絶対見せられない白昼の絶叫猥褻な性感施術でイキまくる巨乳妻の淫らなSEX （12月25日、オルガ）
- 黒人の部下を泊めてから妻の締まりが無くなりました。人妻黒人ntr（12月25日、ダスッ!）
- 巨乳デリヘル（12月25日、ゲインコーポレーション）共演:羽生アリサ

- 潜入!! 噂のリンパマッサージ店 5「裏オプション、いかがなさいますか?」（1月2日、LEO）
- ボイン大好きしょう太くんのHなイタズラ（2月4日、グローリークエスト）共演:辻井ほのか
- フロントホックブラと小さいパンティーで童貞の僕を挑発するとなりの奥さん（2月13日、VENUS）
- 入院生活が長過ぎておばさん看護師の透けパン尻でも余裕で勃起してしまう僕 2（3月5日、LEO）
- 隣人の情婦になってしまった妻33（4月7日、JET映像）
- 抜かずの六発中出し 近親相姦密着交尾（4月8日、センタービレッジ）
- ドMは乳首責められるとキモい声出すからオッパイ窒息で黙らせてヤル!!（4月19日、OPPAI）共演：晶エリー
- ハイレグファンタジー アメイジング（5月13日、ミル）共演：八乃つばさ、七海ひな
- 「来年、3人でまたキャンプに行こうね…」息子の手術費用を稼ぐために、愛する妻が1年間資産家の肉便器になる契約を結びました。（6月1日、ミセスの素顔/エマニエル）
- お色気P●A会長 & 悩殺女教師と悪ガキ生徒会（6月3日、グローリークエスト）共演：碓氷れん
- 声が出せない絶頂授業で10倍濡れる人妻教師（6月3日、	センタービレッジ）
- 遺産が欲しいお姉さんは金満爺に近寄り、子種をいただく。（6月13日、ダスッ!）共演：舞原聖
- もう息子なしでは生きていけない…。母親が絶頂50回突破するエロス極限トランス中出し（6月13日、VENUS）
- S級熟女コンプリートファイル 君島みお 6時間 其之参（7月13日、VENUS）女優ベスト
- ドスケベBODYの勝気な女社長とHなご子息（7月15日、グローリークエスト）
- 勃起したままの男を一切動かさないS字尻振り騎乗位メンズエステで骨抜きにする巨乳おばさんセラピスト（8月12日、DANDY）共演：赤城穂波、宝田もなみ、浜崎真緒
- コンビニ本部の女7 東京本部のインテリ美女と地方の冴えない中年バイト（9月14日、JET映像）
- ホロ酔い女上司に常に口を封じられてW杭打ち逆3Pハーレム ホテル連れ込みベロキス姦（10月5日、ワンズファクトリー）共演：辻井ほのか
- 寝ている義母のお尻を嫁のお尻と間違えて、義母とは知らずに即挿入。（10月19日、VENUS）
- ファンの自宅をゲリラ訪問! 君島みおさんとしてみませんか ～憧れの熟女と夢の中出しセックス～（11月4日、センタービレッジ）
- セレブ生活の裏側 君島みお 森沢かな（12月1日、プラネットプラス）

- 就職活動中の童貞義弟に夫に内緒でヤラせてあげた優しい優しい別嬪兄嫁 君島みお（1月4日、熟女大学/熟女卍）
- 凸撃!! ギラギラ☆ギャルデリ1日体験 篠田ゆう 君島みお（1月18日、kira☆kira）
- 月に一度訪れる! 舐め回したい衝動を抑えられない美人妻 君島みお（1月25日、なでしこ）
- ママ友に裏切られてクソ底辺な男に中出しされる人妻 君島みお（1月25日、VENUS）
- パート先の中年男に駅の便所でハメられた妻4 君島みお（3月8日、JET映像）
- 不良生徒の巣に堕ちた美人教師 君島みお（3月15日、グローリークエスト）
- 君島みお BEST VOL.2（3月15日、グローリークエスト）※単体ベスト
- 美人女教師の彼女はクラスの担任で部活の顧問でボクの恋人～年上彼女と朝から晩まで禁断情熱中出しSEX～ 君島みお（3月22日、VENUS）
- 「おっぱい乗ってますけど…」 超タイプの巨乳義母と入浴セックス 君島みお（4月26日、VENUS）
- S級熟女コンプリートファイル 君島みお 6時間 其之四（5月10日、VENUS）※単体ベスト
- 催眠人妻洗脳NTR中出し ムカつく隣り妻を催眠術で性奴隷にした俺 夫の前で見知らぬ他人の男根に欲情した私 君島みお（6月21日、VENUS）
- 大丈夫、おばさんに任せて!! 2（7月7日、LEO）
- ノーパン出勤がバレて性社畜と化した美人上司と精子尽きるまで絡み合う濃厚中出し性交 君島みお（7月19日、VENUS）
- 幼い頃、一緒にお風呂に入っていた叔母さんと再び入浴… 嬉し恥ずかし甥っ子バスタイム。 君島みお（7月26日、ダスッ!）
- 原作:フエタキシ 商店街の穴妻たち2 従順な巨乳妻を無責任種付け調教!! 初見でも安心! エピソード 1も新規収録!! 君島みお（7月26日、マドンナ）
- バイト先で働く美しい人妻を家に連れ込み中出しセックス 君島みお（8月16日、VENUS）
- 娘が不在中、娘の彼氏に無理やり中出しされ発情した彼女の母親 君島みお（9月29日、センタービレッジ）
- 先輩の奥さんと即ハメW不倫 最高の浮気相手と時間の許す限りフルでまぐわう会ったらヤルだけ中出しセックス 君島みお（11月15日、VENUS）

- 美しい母と感汁ベロキス爆汗孕ませ性交 君島みお（2月16日、センタービレッジ）
- スクール男子を虜にさせる淫乱保健医の中出し診察室 君島みお（3月7日、VENUS）
- おっぱい激揺れ近所に住む巨乳奥さんの理性をぶっ壊す絶頂ラッシュ中出し性交 君島みお（4月4日、VENUS）
- 大ヒット同人コミックの続編を実写化！！ 続・こんなお爺ちゃんに感じさせられて…。女体堪能シリーズ朝姫と梅吉 君島みお（4月4日、Fitch）
- 人妻の花びらめくり 君島みお（4月18日、人妻援護会/エマニエル）
- 家庭教師でやってきた美人先生が、ご褒美くれると言うので勉強頑張ったら大人のエッチ過ぎる騎乗位と吸い付きベロキスで赴任期間中に中出し搾精されまくった 君島みお（4月18日、グローリークエスト）
- おっぱいでトラブルをむにゅっと解決するシェアハウスの管理人はHCUP巨乳妻 君島みお（5月16日、VENUS）

- 媚薬を飲んで感度100倍 母と息子が狂ったように求めあう濃厚中出しセックス 君島みお（6月20日、VENUS）

- ロングスカート内クンニで発情した母親が即ハメ要求してくる激イキ中出し相姦 君島みお（7月18日、VENUS）
- マッチングアプリでゲットした人妻は学生時代の超一軍女子…露骨に嫌な顔してるけどパンツの中はヌレヌレで欲求不満が隠せない 君島みお（8月22日、VENUS）
- 生贄キメセク 若くて真面目な巨乳義母をいじめっ子に差し出したら媚薬漬けにされて乳首ビンビン汗まみれでイキまくってた 君島みお（9月19日、OPPAI）
- 体の相性が最高すぎる夫の連れ子と都合の良い女の三日三晩あやまちセックス 君島みお（10月17日、VENUS）

- W光沢ハイレグ痴女（2月27日、ミル）
- ヨガウエアW痴女（3月19日、ミル）

- 性欲処理肉便器教室 更生の為と称した猥褻授業で男の精を撒き散らしながら自らも肉棒を導く痴的な美人女教師 君島みお（4月9日、AVS collector’s）

- 義母の食べ頃ボインに吸い寄せられた巨乳大好き中出し息子 君島みお（4月23日、VENUS）
- 派遣マッサージ師にきわどい秘部を触られすぎて、快楽に耐え切れず寝取られました。 君島みお（5月28日、ダスッ！）
- 息子の受験合格の為に肉体を捧げたお受験ママ 君島みお（8月6日、	KSB企画/エマニエル）
- 妻子持ちの部下を弄ぶ痴女上司 君島みお（10月5日、プラネットプラス）

### VR

#### 「君島みお」名義
- 生徒の目の前で…巨乳女教師レ×プ輪姦 更生した生徒の仲間のDQN達に、キメられ顔シャ中出し!（12月7日、おっぱいゴールド）
- 姉ちゃんが勝手に布団に入ってくるVR（12月29日、アリスJAPAN）
- おっぱい様の超高級ソープ ～10万円の究極のおっぱい技を体感!!（12月29日、おっぱいゴールド）

- 孕みたがりの巨乳お姉さんと365日中出しSEX（1月1日、KMPVR）
- お尻がずっと目の前に! Wデカ尻ピストン騎乗位!! 君島みお きみと歩実（1月19日、SODクリエイト）
- VR長尺 本指名が1年間取れない 超絶テクの超高級ソープ（1月26日、SODクリエイト）
- 長尺42分・高画質 君島みお 寸止め焦らし性交（1月27日、ブイワンVR）
- 超長尺VR 超難関倍率をくぐり抜けて、あの有名なファン感バスに乗った僕… 君島みお 推川ゆうり（2月6日、こあらVR）
- もちろん生本番アリ!超高級ハーレムヘルスで至福の乱交風俗体験 星奈あい 君島みお 佐倉ねね（2月14日、KMPVR）
- 上から目線でVRオナニーの指示(JOI)してア・ゲ・ル （2月16日、SODクリエイト）
- 長尺VR 某国の○様になった僕。奴隷女に拷問! 推川ゆうり 君島みお（3月6日、こあらVR）
- 長尺VR ローションぬるぬるメイドデリバリーご奉仕ヘルス。ぷるるん具合120％ 笹倉杏 君島みお（3月6日、こあらVR）
- 長尺VR 巨乳な彼女のお姉さんは誘惑大好きで勝手にナマ中出しSEXまでしてくるエロエロビッチちゃん 笹倉杏 君島みお（3月6日、こあらVR）
- 超接近するオッパイ＆モザなしアナルとベロちゅう手コキとHcupパイズリと耳元ささやき淫語とキスしまくり対面座位と覆いかぶさり騎乗位と抱きしめ正常位【生中出し】（3月23日、アリスJAPAN）
- 巨乳限定超高級ソープ! 98cm HカップのNo.1ソープ嬢と密着生ハメ!（4月14日、KMPVR -bibi-）
- 個人撮影会でまさかの神発展! 憧れの巨乳レースクイーンのお姉さんがいきなり痴女責め! いい匂いを振りまきながら完全着衣で密着プレイ! 最後は覆い被さり正常位でたっぷり中出し!（4月18日、MILU VR）
- M男専用男潮吹かせ痴女エステ（4月20日、MOODYZ）
- 長尺VR ひたすら乳首と巨乳をこねくり回すVR!! マニア必見の超巨乳のアングルで没入感200％OVER!!（4月20日、こあらVR）
- 素人ファン体験VR 君島みおの凄テクを我慢できれば生☆中出しSEX!（4月21日、ワンズファクトリー）
- 長尺VR 「先輩OLから呼び出された僕。実は二人共ものすごく優しくて愛の囁き＆ご褒美のキスで溺れさせてくれます。徹夜続きの僕をマッサージしてくれるっていうんですが、なぜか臭い部分ばかりえげつない表情で舐めまくるんです…」笹倉杏 君島みお（4月27日、こあらVR）
- あなたのことを大好きな、欲求不満な巨乳人妻 君島みおとラブラブ生中出しSEX!!（5月30日、KMPVR）
- 会社で噂の超美人巨乳OLと2回戦中出しセックス ～同僚が後ろにいるの隠れながらでも僕のちんぽで執拗に中出しセックスを求めてくる～ 三原ほのか 君島みお（7月6日、unfinished）
- 超高級出張ソープ嬢が突然家に来た!! 何かの手違いで家にヤッてきて訳が分からず即尺されながら気持ちよさに浸っていると、「No1のテクニックでたくさん癒してあげますね？」とあれよこれよ事が進みN(ノースキン) N(生)でたっぷり中出ししまくった!!（7月13日、こあらVR）
- 媚薬で理性崩壊。毅然とした家庭教師が堕ち淫らに豹変激性交。（11月10日、TEPPAN）
- 世界で一番エロく見える君島みおの生々しいフェラチオと気持ち良すぎるSEX VR（12月14日、ROOKIE）

- 中出し回春オイルエステ フェロモンたっぷりなHcup巨乳 献身的な射精へ導く凄テクで疲れた心もチ●ポも極楽極上デトックス! 君島みお（7月10日、TEPPAN）
- 両親が2泊3日の旅行でいない間に超美人で巨乳の2人の義姉とハメまくった記録 (仮) 深田えいみ 君島みお（10月24日、Fitch）

### ネット配信
2018年
- カリスマAV監督タイガー小堺のAV女優のお悩みを一刀両断!! 撮影現場におジャマして勝手にハメ撮り人生相談始めちゃいました!! 君島みお（2月23日、SODクリエイト）
- ■「旦那を見送った後、昼間から妄想オナニーしてます」■※昼飲みしていたシロガネーゼ※ワインを嗜む超美人 ※ヨガで鍛えた欠点無しの淫乱ボディ ※色気ムンムン全身から放たれるエロオーラ ※パイパン巨乳どエロ人妻 ※「おちんちん触るの好き♪」 ※準備万端スケスケ黒Tバック ※ねっとりジュポジュポ最強フェラ ※喘ぎ声が超可愛い ※絶景騎乗位、絶景後背位 ※エッチが好きすぎる美人人妻の性欲底なしSEX! ※「旦那とどっちが良かった?」「こっちが良かった♪」 しほ 29歳（4月29日、プレステージプレミアム）
- 射精が止まらない! 柔らか巨乳おっぱい濃厚美女パイズリ! 3（7月12日、DOC）
- 完全主観で美女がチ●ポを素股コキ! 極限まで焦らされ精子が枯れるほど絞り取られる。 2コキめ。（7月26日、DOC）

2019年
- Hカップガールズバー店員のハメ撮り流出（12月6日、クマネコ本舗）

2021年
- 【6パック腹筋 & Hcup爆乳】イ●スタにエロい自撮りを載せる、Hカップ経営コンサルをSNSナンパ!! 6つに割れた腹筋で凄まじいマン圧騎乗位が超絶淫乱な痴女セックス!! 年収3000万オーバーの超セレブマ◯コは締まりがえげつない!! 完璧プロポーションのH爆乳を掴んで揺らしてひたすらイカせまくるっ!!! 【イ●スタやりたガール。】 トモコさん 30歳 Hカップ経営コンサル（11月28日、Jackson）

### イメージビデオ
※◎はBD版発売作品。
君島みお 名義
- Aphrodite 君島みお（2018年9月1日、ファインピクチャーズ）[16] ◎
- Mio Heavens travel（2018年12月13日、REbecca）◎
- Lover's Day 君島みお（2019年5月2日、ファインピクチャーズ）◎
- Mio2 paradise island（2019年12月19日、REbecca）◎
- One Day Love 君島みお（2020年10月16日、ファインピクチャーズ）◎
- Mio3 Real and illusion（2022年1月6日、REbecca）◎
- Healing Time 君島みお（2024年10月6日、ファインピクチャーズ）
- Mio4 Can’t stop looking！！・君島みお（2023年4月6日、ファインピクチャーズ）
- Mio5 Arrest your heart！！・君島みお（2024年4月18日、REbecca）

## 出演

### テレビ
- 魚拓と成瀬のツキとスッポンぽん #207,#208（2018年8月19日,26日、パチ・スロ サイトセブンTV）
- じっくり聞いタロウ〜スター近況（秘）報告〜（2019年9月6日、テレビ東京）
- 魚拓と成瀬のツキとスッポンぽん #235,#236（2019年3月3日,10日、パチ・スロ サイトセブンTV）
- もう!バカリズムさんの超H! #21（2021年2月1日、フジテレビONE）
- だーしの&君島のかまってちゃんクエスト（2021年6月 ‐ 9月、刺激ストロングチャンネル）[17]
- リアル脱衣麻雀（数回出演、刺激ストロングチャンネル）

### ネット
- 沖と魚拓の麻雀ロワイヤル RETURNS #239 - #248（2019年9月18日 - 11月20日、ジャンバリ.TV）

### ゲーム
- 新宿スカウトバトル（2019年12月2日、DMM GAMES）- 謎の変態女/倫理機構団体『アビダック』・君島みお 役[18]
- 社長と美女たちの二重奏（2024年3月6日[19]、CREAM SOFT）- 宇佐見星波 役[20]

## 書籍

### 写真集
京本かえで 名義
- 平成の舞姫たち ロック座の舞台を彩る名花15人の艶姿（2010年2月、モーターマガジン社、撮影：外山ひとみ）※ロック座に出演するストリッパー15人の写真を収録したもの。「第七幕 京本かえで」に掲載[21]。 ISBN 978-4-86279-224-2

### ポーズ集
君島みお 名義
- パーフェクトヌードポーズ model君島みお（2019年1月25日、ジーオーティー、撮影：横山こうじ）ISBN 978-4814801541

### デジタル写真集
- Lover’s Day デジタル写真集 君島みお（2019年5月8日、ファインピクチャーズ、撮影：河本広幸）
- One Day Love デジタル写真集 君島みお（2020年10月26日、ファインピクチャーズ、撮影：SHOOTING STAR）
- デジグラ・デラックス 君島みお　001（2021年9月6日、PAD）
- デジグラ・デラックス 君島みお 002（2021年10月7日、PAD）
- 夏を待てなくて 君島みお（2022年6月1日、小学館、撮影：冨貴塚宏樹）

### トレーディングカード
- CJ SEXY CARD SERIES VOL.54 君島みお OFFICIAL CARD COLLECTION ～去り行く夏に秋風が…～（2019年8月31日、ジュートク）
- AVC ジューシーハニーコレクションカード PLUS #7（2020年6月27日、株式会社ミント）
- CJ SEXY CARD SERIES VOL.66 君島みお OFFICIAL CARD COLLECTION ～みおづくし～（2020年8月29日、ジュートク）
- ジューシーハニーコレクションカード LUXURY EDITION 2021（2021年2月27日、株式会社ミント）
- CJ SEXY CARD SERIES VOL.84 君島みお OFFICIAL CARD COLLECTION ～Kiss me please～（2022年2月26日、ジュートク）

## アダルトグッズ
バイブレータ
- 君島みおがイカされちゃったバイブ（2018年5月24日、アリスJAPAN）
- 君島みおのイキマックス（2019年5月29日、A-ONE）

オナホール
- HEAVEN’s GIRL -LUXURY HOLE- 君島みお（2018年10月10日、aurora toy）
- FOXY HOLE 君島みお（2018年11月30日、ケイ・エム・プロデュース）
- 君島みおの淫尻Wホール（2018年12月24日、アリスJAPAN）
- 美女の秘穴 君島みお（2019年7月1日、aurora toy）
- 煌フェラチオホール 君島みお（2019年9月12日、aurora toy）
- 名器再現! まるごと超やわまん 君島みお（2019年12月7日、日暮里ギフト）
- AV ONA CUP ＃013 君島みお（2020年4月15日、日暮里ギフト）
- 日本の名器 君島みお（2021年9月25日、SSI JAPAN）
- 神フェラ 君島みお（2022年5月14日、SSI JAPAN）
- 日本のおっぱい 君島みお（2022年5月14日、SSI JAPAN）

ローション
- 君島みおの生搾り淫汁ローション 80ml（2019年12月7日、日暮里ギフト）
- 君島みおのソープ風俗専用ローション 200ml（2019年12月7日、日暮里ギフト）
- 君島みお 濃厚擬似精液ローション 150ml（2020年12月5日、日暮里ギフト）
- 君島みおがすぐそばに感じられるローション 180ml（2022年7月22日、SSI JAPAN）
- 君島みお 神フェラ唾液ローション 180ml（2022年7月22日、SSI JAPAN）
- 君島みお 神フェラ白濁ローション 180ml（2022年7月22日、SSI JAPAN）